# راجكومار شارما (سياسي)
راجكومار شارما (بالإنجليزية: Rajkumar Sharma)‏ هو سياسي هندي، ولد في 14 نوفمبر 1973. انتخب Member of the Rajasthan Legislative Assembly ‏ عن دائرة Nawalgarh Assembly constituency ‏ وقد انضم خلال فترته النيابية ‏ للكتلة البرلمانية مستقل.